# David Fernández Domingo
David Fernández Domingo (* 16. Februar 1977) ist ein ehemaliger spanischer Radrennfahrer.
David Fernández Domingo begann seine Karriere im Jahr 2000 bei dem spanischen Radsportteam Colchon Relax-Fuenlabrada. Seine ersten Erfolge feierte er 2002 mit jeweils einem Etappensieg bei der Vuelta a Castilla y León und bei der Burgos-Rundfahrt. 2003 gewann er eine Etappe beim GP Rota do Marques in Portugal. 2004 wechselte er zu Costa de Almería-Paternina und ein Jahr später zu Andalucia-Paul Versan. Bei Andalucia gewann er 2005 den Circuito de Getxo.

## Erfolge
2002
- eine Etappe Vuelta a Castilla y León
- eine Etappe Burgos-Rundfahrt

2003
- eine Etappe GP Rota do Marques

2005
- Circuito de Getxo

## Teams
- 2000 Colchon Relax-Fuenlabrada
- 2001 Colchon Relax-Fuenlabrada
- 2002 Relax-Fuenlabrada
- 2003 Colchon Relax-Fuenlabrada
- 2004 Costa de Almería-Paternina
- 2005 Andalucia-Paul Versan